# Proposizione consecutiva latina
La proposizione consecutiva latina è una frase subordinata che esprime la conseguenza di ciò che è indicato nella reggente, esattamente come quella italiana.
In latino sono introdotte dalla congiunzione ut, se sono positive, altrimenti da ut non (ut nemo, ut nullus, ut nihil, ut numquam) se negative. Il verbo è al congiuntivo presente per indicare una conseguenza che avviene nel presente, mentre vengono usati il congiuntivo imperfetto e perfetto per esprimere una conseguenza che ricade nel passato, con valore duraturo nel primo caso; con valore momentaneo nel secondo caso. Si tratta in generale, di un congiuntivo che non segue le norme della consecutio temporum dato che le consecutive non esprimono un rapporto temporale rispetto alla reggente.
La proposizione consecutiva può essere confusa con la proposizione finale poiché sono entrambe introdotte da ut, ma nella maggior parte dei casi, la consecutiva è anticipata da elementi come pronomi, aggettivi e avverbi con una funzione correlativa, detti appunto spie linguistiche.

## Struttura grammaticale
Nella reggente della consecutiva, si possono dunque trovare:
- ita, sic, «così»;
- tam (davanti ad aggettivi e avverbi), tanto (davanti ad aggettivi e avverbi al grado comparativo), tantum (davanti a verbi), e tanti (davanti a verbi di stima), «tanto»;
- tantus, -a, -um, «tanto grande», «talmente grande», «così grande»;

- adeo e eo «a tal punto»;
- talis, -e e is, ea, id  (perlopiù is), «tale»;
- eiusmodi, «di tal genere»;
- tot, «tanti».

In assenza di questi antecedenti l'ut andrà tradotto in italiano con «così che», «cosicché» oppure «tanto che».

## Esempi d'autore

### Con il congiuntivo presente
- | «Nemo tam puer est ut Cerberum timeat. (Cic.)» |
| «Nessuno è così infantile da temere Cerbero.»  |
- | «Quis est tam demens, ut sua voluntate maereat? (Cic.)» |
| «Chi è così pazzo da soffrire di propria volontà?»      |

### Con il congiuntivo imperfetto
- | «Atticus sic Graece loquebatur, ut Athenis natus videretur. (Nep.)» |
| «Attico parlava così (bene) il greco, che sembrava nato ad Atene.»  |

### Con il congiuntivo perfetto
- | «Adeo angusto mari conflixit, ut eius multitudo navium explicari non potuerit. (Nep.)»                                   |
| «Combatté in un tratto di mare così angusto che non poté spiegare in ordine di battaglia la moltitudine delle sue navi.» |
- | «Tantus fuit ardor animorum, ut motum terrae nemo pugnantium senserit. (Liv.)»             |
| «L'ardore degli animi fu talmente enorme, che nessuno dei combattenti sentì il terremoto.» |

## Relative consecutive
La proposizione consecutiva, anziché essere introdotta da ut, può essere introdotta dal pronome relativo qui, quae, quod («troppo grande per/perché...»), in questo caso esiste l'espressione maior quam; con i costrutti nemo, nullus est qui, nihil est quod («non c'è nessuno, non si trova nessuno». Questa è la relativa impropria di natura consecutiva; quella negativa può essere introdotta da quin.
- | «Tiberius corpore fuit amplo, statura quae iustam excederet.»          |
| «Tiberio fu di fisico grande, di statura (tale) da superare la media.» |
- | «Non is sum qui mortis terrear periculo.»                      |
| «Non sono tale, da essere atterrito dal pericolo della morte.» |

- | «Maior quam cui possit fortuna nocere sum.»          |
| «Sono troppo grande perché la sorte possa nuocermi.» |
- | «Nemo alius erat, quem sequerentur.»                        |
| «Non c'era nessun altro da seguire (lett. che seguissero).» |

## Consecutive introdotte daquin
La congiunzione quin (da qui e ne) introduce varie espressioni completive consecutive che seguono le norme della consecutio temporum . Si ricordano le seguenti: non dubito quin (= non dubito che); nullum dubium est quin (= non vi è dubbio che); quis dubitat quin? (= chi dubita che?); quis dubitet quin? (= chi potrebbe dubitare che?); quis ignorat quin? (= chi ignora che?); nullum tempus dimitto quin (= non lascio passare nessun momento senza...); nullum patior esse diem quin (= non lascio passare giorno che); facĕre non possum quin (= non posso fare a meno di); non multum (oppure: paulum) abest quin (= poco manca che); non longe abest quin (= non è lontano da); nihil intermitto (oppure: praetermitto; omitto) quin (= non tralascio di); nullam moram interpono quin (= non frappongo alcun indugio a); temperare (oppure: retinēri) non possum quin (= non posso trattenermi da); praeterire non possum quin (= non posso passare sotto silenzio che).
Esempi.
Facĕre non possum quin cotidie ad te mittam litteras [Non posso fare a meno di mandarti ogni giorno una lettera] (Cicerone).
Germani retinēri non potuĕrant, quin tela in nostros conicĕrent  [I Germani non avevano potuto trattenersi dallo scagliare le lance contro i nostri] (Cesare).

## Espressioni consecutive introdotte daut
Sono completive di fatto e si costruiscono con ut (negativo: ut non) e il congiuntivo secondo le norme della consecutio temporum le seguenti proposizioni introdotte da: 
- verbi di "avvenimento", come: accĭdit ut, evĕnit ut, fit ut (= accade che); fieri potest ut o fieri non potest ut (= può o non può accadere che); est ut (= si dà il caso che); futurum est ut (= sta per accadere che); contingit ut, obtingit ut (= succede, capita che), ecc. ;

Esempio. Fit ut, ignavus miles abiecto scuto fugiat [Accade che il soldato imbelle scappi dopo aver gettato via lo scudo] (Cicerone);
- verbi e da espressioni impersonali, come: restat ut, relĭnquitur ut, reliquum est ut (= non resta che); proximum est ut (= rimane da ultimo che); efficitur ut, sequitur ut (= ne consegue che); accedit ut (= si aggiunge che), ecc.

Esempio. Accedebat, ut naves tempestatem ferrent facilius [Si aggiungeva che e navi potevano sopportare più facilmente la tempesta] (Cesare);
- espressioni formate da una voce del verbo sum in unione con un sostantivo o con un aggettivo neutro, come: lex est ut (= è legge che), mos est ut (= è costume che), consuetudo est ut (= è consuetudine che), tempus est ut (= è tempo che), verisimile est ut (= è verosimile che), ius est ut (= è conforme al diritto che), par, aequum, rectum est ut (= è giusto che); munus est ut (= è compito di), integrum mihi est ut (= è in mio potere di), ecc.

Esempio. Mos est hominum, ut nolint eundem plurimis rebus excellĕre [È costume degli uomini di non volere che uno si distingua in più cose] (Cicerone);
- verbi "causativi", quali facio, efficio, committo nel significato di "fare sì che, essere cagione di".

Esempio. Atticus efficiebat, ut nulla intercederet obtrectatio [Attico faceva sì che non esistesse alcuna animosità] (Nepote).

## Verba impediendierecusandi
Sono verbi che reggono delle completive di valore consecutivo. I verbi di impedimento sono: impedio, prohibeo, intercludo (= proibisco), deterreo (= distolgo), retineor (= sono trattenuto da); sono verbi di "ricusare": obsto, osisto, officio (= mi oppongo), recuso (= rifiuto, ricuso), interdico (= vieto). Tali verbi se hanno:
- forma positiva, si costruiscono con ne o quomĭnus e il congiuntivo della proposizione dipendente, secondo le norme della consecutio temporum;

Esempio. Impedior dolore, ne plura dicam [Dal dolore sono impedito di dirti di più] (Cicerone)
- forma negativa, si costruiscono con quomĭnus o quin e il congiuntivo.

Esempio. Quid obstat, quominus sit beatus deus? [Che cosa impedisce che la divinità sia felice?] (Cicerone)